# Rudolf Braschwitz
Heinrich Rudolf Hermann Braschwitz (* 18. Januar 1900 in Steglitz; † 25. April 1974 in Hagen, Westfalen) war ein deutscher Kriminalbeamter und SS-Führer.

## Leben und Wirken
Braschwitz wuchs als Sohn des Stadtinspektors ("Magstrats-Secretair") Heinrich Ferdinand Rudolf Braschwitz Senior und seiner Ehefrau Alma Emma Auguste, geb. Scheibenhuber, in Berlin-Steglitz auf. Die Eltern hatten am 28. März 1895 geheiratet. Sein älterer Bruder war Günther Braschwitz (1896–1966), der ebenfalls Kriminalbeamter war und es bis zum Leiter der Kripoleitstelle Karlsruhe und der Kriminalpolizeistelle Salzburg brachte.
Nach dem Schulbesuch, den er im Juni 1918 mit der Reifeprüfung beendete, und der Teilnahme am Ersten Weltkrieg gehörte Braschwitz einem Freikorps an. Anschließend studierte er Zahnmedizin an der Universität Breslau. Im Herbst 1920 bestand er die zahnärztliche Vorprüfung und am 21. Januar 1923 das zahnärztliche Staatsexamen. Er schloss sein Studium dann mit der Promotion zum Dr. med. dent. ab. Den Zahnarztberuf gab Braschwitz jedoch bald auf, um – wie er später erklärte „aus Neigung für diesen Beruf“ – am 15. Mai 1923 in den Dienst der Polizei zu treten. Nach dem Bestehen der kriminalistischen Fachprüfung wurde er am 1. Mai 1927 zum Kriminalkommissar ernannt und ins Berliner Polizeipräsidium berufen, wo er der Politischen Abteilung zugeteilt wurde. Während dieser Zeit war er unter anderem mit der Organisation des Leibwächterschutzes für den damaligen Außenminister Gustav Stresemann sowie mit der Untersuchung von Bombenanschlägen rechtsgerichteter Gruppen befasst, so mit der Untersuchung des Angriffes auf den Reichstag im Jahr 1929.
Politisch war Braschwitz während der Zeit der Weimarer Republik in der DDP, der SPD (aus der er im Februar 1932 austrat) und in der Vereinigung Demokratischer Polizeibeamter organisiert. Eigenen Angaben zufolge waren diese Mitgliedschaften „auf höhere Weisung“ zustande gekommen und beruhten auf seiner Eigenschaft als Beamter. Liang kommt dementsprechend zu dem Schluss, dass diese Mitgliedschaften auf Opportunismus bzw. zu Tarnungszwecken erfolgt waren. Gleichzeitig stellt er fest, dass Braschwitz bereits vor 1933 Kontaktmann und Kollaborant der Nationalsozialisten in der Politischen Polizei gewesen sei.
Als wenige Wochen nach dem Machtantritt der Nationalsozialisten im Frühjahr 1933 auf Veranlassung des damaligen preußischen Innenministers Hermann Göring die Geheime Staatspolizei (Gestapo) gegründet wurde, war Braschwitz einer der ersten Beamten, die in diese übernommen wurden: Von Februar oder März 1933 bis zum April 1934 war er in der Gestapo Leiter der Inspektion „Bekämpfung der illegalen KPD- und SPD-Bewegung“. Während dieser Zeit wurde Braschwitz anlässlich des Reichstagsbrands vom Februar 1933 durch Göring, für den er „wiederholt Sonderaufträge […] durchgeführt hat“, zum Leiter der Sonderkommission ernannt, die mit der kriminalistischen Untersuchung des Brandes betraut war. Der insgesamt vierköpfigen Sonderkommission gehörte neben Reinhold Heller auch der Kriminalbeamte Helmut Heisig an, der den im Reichstagsgebäude angetroffenen angeblichen Brandstifter Marinus van der Lubbe wenige Stunden nach dem Brand als Erster verhörte.
Politisch vollzog Braschwitz mit dem Eintritt in die NSDAP zum 1. Mai 1933 (Mitgliedsnummer 2.633.264) den offiziellen Wechsel ins Lager der Nationalsozialisten. Später wurde er auch Mitglied der SS (SS-Nummer 458.447), in der er den Rang eines SS-Obersturmbannführers erreichte und deren förderndes Mitglied er laut einem selbstverfassten Lebenslauf von 1942 bereits seit dem 1. Januar 1933, also bereits vor dem Machtantritt der Nationalsozialisten, gewesen sein will.
Im Mai 1934, kurz nach der Übernahme des Geheimen Staatspolizeiamtes durch Reinhard Heydrich wurde Braschwitz zur Kriminalpolizei versetzt und als Dezernatsleiter in der Kripoleitstelle Berlin eingesetzt. 1938 wurde er in das Reichssicherheitshauptamt übernommen, wo er seit 1942 den Rang eines Kriminalrates bekleidete. 1938 wurde er zum Kriminalrat und 1942 zum Kriminaldirektor befördert. Im September 1938 und von August 1939 bis November 1941 war er in der Geheimen Feldpolizei. Eigenen Angaben zufolge gehörte Braschwitz von September 1942 bis April 1944 der Kriminalpolizei in Stettin an, um dann einige Monate in Prag zu verbringen. Nachkriegsuntersuchungen zeigten dagegen, dass er auf Veranlassung Arthur Nebes seit 1943 dem Befehlshaber der Sicherheitspolizei und des SD in Kiew zugeteilt war. In dieser Stellung war er als enger Mitarbeiter von Erich von dem Bach-Zelewski mit der "Partisanenbekämpfung" in der Ukraine befasst. Im Einzelnen versah er Aufgaben wie die Feststellung der Verstecke von Partisanen, die Vernehmung von Gefangenen und die allgemeine nachrichtendienstliche Beschaffung von Informationen über die Aktivitäten der Partisanen und die Organisationsstruktur der Partisanengruppen. In den 1960er Jahren gelangten westdeutsche Behörden zu der Annahme, dass Braschwitz auch in die Massenerschießungen von Juden in seinem Tätigkeitsgebiet verwickelt gewesen war, konnten hierfür aber keine gerichtsrelevanten Beweise herbeischaffen. Das Kriegsende erlebte er in Salzburg.
Bei Kriegsende geriet Braschwitz in amerikanische Gefangenschaft. Im Februar 1947 wurde er an die Tschechoslowakei ausgeliefert. Nach einem Jahr in tschechischer Gefangenschaft kehrte er 1948 nach Westdeutschland zurück. 1950 wurde er entnazifiziert und in die Kategorie V eingestuft. Im Oktober 1954 erhielt er eine Anstellung bei der Kriminalpolizei in Dortmund. In dieser Stellung stieg er schließlich bis zum stellvertretenden Leiter der Dortmunder Kriminalpolizei im Rang eines Kriminalrates auf.

## Schriften
- Entstehung von Gesichtskrebsen auf Lupusnarben, 1923. (Dissertation)